# Cymbidiinae
Cymbidiinae es una subtribu de la subfamilia Epidendroideae perteneciente a la familia Orchidaceae. 

## Géneros
| - Acriopsis - Ansellia - Claderia - Cymbidium - Dipodium - Grammatophyllum | - Graphorkis - Imerinaea - Porphyroglottis - Thecopus - Thecostele |